# VES Sighișoara
VES Sighișoara este o companie producătoare de sobe și vase emailate din România.
În anul 2009, cel mai mare acționar al Ves Sighișoara era firma de brokeraj WBS Romania, deținută de Cristian Sima, cu 11,57% din companie.
Bucur Idifta deținea o participație de 11,54% din acțiuni.
Cifra de afaceri:
- 2009: 41,3 milioane lei[1]
- 2008: 51 milioane lei[1]